# Terence Vella
Terence Vella (Pietà, 20 aprile 1990) è un calciatore maltese, attaccante del Swieqi Utd.

## Carriera
Cresciuto nel Gudja Utd, nel 2010 passa al Birkirkara con cui gioca sino al 2012 prima di passare in prestito al Mosta. La stagione seguente passa, sempre in prestito, agli Ħamrun Spartans. Nel 2013 torna a giocare nel Birkirkara.